# Thabiso Kutumela
Thabiso Simon Kutumela (Mokopane, 3 luglio 1993) è un calciatore sudafricano, attaccante dei Richards Bay e della nazionale sudafricana.